# A Division 1949-1950 (Irlanda)
La stagione 1949-1950 è stata la ventinovesima edizione della League of Ireland, massimo livello professionistico del calcio irlandese.

## Classifica finale
|  |     | Classifica finale 1949-1950 | Pt | G  | V  | N | P  | GF | GS | DR  |
|  | --- | --------------------------- | -- | -- | -- | - | -- | -- | -- | --- |
|  | 1.  | Cork Athletic               | 25 | 18 | 10 | 5 | 3  | 43 | 26 | +17 |
|  | 2.  | Drumcondra                  | 24 | 18 | 9  | 6 | 3  | 32 | 21 | +11 |
|  | 3.  | Shelbourne                  | 21 | 18 | 7  | 7 | 4  | 34 | 29 | +5  |
|  | 4.  | Waterford                   | 20 | 18 | 6  | 8 | 4  | 40 | 32 | +8  |
|  | 5.  | Dundalk                     | 19 | 18 | 7  | 5 | 6  | 35 | 31 | +4  |
|  | 6.  | Sligo Rovers                | 19 | 18 | 7  | 5 | 6  | 28 | 30 | -2  |
|  | 7.  | Shamrock Rovers             | 18 | 18 | 7  | 4 | 7  | 39 | 30 | +9  |
|  | 8.  | Transport                   | 14 | 18 | 4  | 6 | 8  | 23 | 29 | -6  |
|  | 9.  | Limerick                    | 12 | 18 | 2  | 8 | 8  | 26 | 42 | -16 |
|  | 10. | Bohemians                   | 8  | 18 | 2  | 4 | 12 | 16 | 46 | -30 |

### Verdetti
- Cork Athletic campione d'Irlanda 1949-1950.

## Statistiche

### Squadre
- Maggior numero di vittorie:  Cork Athletic (10)
- Minor numero di sconfitte:  Cork Athletic e  Drumcondra (3)
- Migliore attacco:  Cork Athletic (43 gol fatti)
- Miglior difesa:  Drumcondra (21 gol subiti)
- Miglior differenza reti:  Cork Athletic (+17)
- Maggior numero di pareggi:  Waterford e  Limerick (8)
- Minor numero di pareggi:  Shamrock Rovers e  Bohemians (4)
- Maggior numero di sconfitte:  Bohemians (12)
- Minor numero di vittorie:  Limerick e  Bohemians (2)
- Peggiore attacco:  Bohemians (16 gol fatti)
- Peggior difesa:  Bohemians (46 gol subiti)
- Peggior differenza reti:  Bohemians (-30)

### Capocannoniere
|  | Gol | Marcatore      | Squadra   |
|  | --- | -------------- | --------- |
|  | 19  | Dave McCulloch | Waterford |